# 大池佑来
大池 佑来（おおいけ ゆうき、1986年12月23日 - ）は、神奈川県出身の競艇選手。登録番号4468。身長158cm。血液型A型。101期。東京支部所属。同期に片岡雅裕、平田健之佑、篠崎仁志らがいる。北九州市の折尾で生まれた。

## 来歴
- やまと競艇学校時代、リーグ戦勝率7.09（準優出6　優出5）の成績を残した。
- 2007年11月22日、多摩川競艇場でデビュー（6着）。
- 2008年4月6日、戸田競艇場での「第42回日刊スポーツ杯」5日目1Rで初勝利（71走目）。
- 2010年4月5日、平和島競艇場での「平和島deよしもと 1周年記念」で初優出（5着）。
- 2010年8月22日、江戸川競艇場での「アサヒビールカップ」で初優勝（優出2回目）[1]。
- 2011年12月3日、江戸川競艇場での「G1第57回関東地区選手権」3日目4RでG1初勝利。
- 2012年1月29日、芦屋競艇場での共同通信社杯・第26回新鋭王座決定戦でG1初優出（3着）。
- 2021年10月20日、江戸川競艇場でのG1江戸川大賞開設66周年記念でG1初制覇[2]。

## 人物・エピソード
- 選手になったキッカケは、ボートレース多摩川でレースを観戦したこと[3]。
- 東京支部の選手の中では石渡鉄兵らと共に江戸川競艇場を得意としている[2]。
- 趣味はカメラ、登山、野球観戦。